# Bathybates ferox
Bathybates ferox là một loài cá thuộc họ Cichlidae. Loài này có ở Burundi, Cộng hòa Dân chủ Congo, Tanzania, và Zambia. Môi trường sống tự nhiên của chúng là Lake Tanganyika.